# 金比羅山古墳 (甘楽町)
金比羅山古墳（こんぴらやまこふん、金毘羅山古墳）は、群馬県甘楽郡甘楽町小川にある古墳。形状は円墳。甘楽町指定史跡に指定されている。

## 概要
群馬県南部、雄川東岸の河岸段丘の上位段丘縁辺に築造された古墳である。段丘面上には笹森古墳・天王塚古墳のほか小円墳など多くの古墳が分布しており、本古墳はその西端に位置する。これまでに発掘調査は実施されていない。
墳形は円形で、直径約22メートルを測る。埋葬施設は横穴式石室で、南南西方向に開口する。玄室・前室・羨道からなる複室構造の石室で、玄室が奥に向かって左側に広がりL字形の平面形を呈するという、珍しい形状になる。石室内の副葬品は詳らかでないが、前室奥寄りで耳環1・勾玉1が出土している。築造時期は古墳時代後期の6世紀後半頃と推定される。
古墳域は1991年（平成3年）に甘楽町指定史跡に指定されている。

## 埋葬施設

石室俯瞰図

石室展開図

埋葬施設としては横穴式石室が構築されており、南南西方向に開口する。玄室・前室・羨道からなる複室構造の石室で、玄室が奥に向かって左側に広がり、平面形としてはL字形を呈する。石室の規模は次の通り。
- 石室全長：現存7.68メートル
- 玄室：長さ約2.0メートル、幅約2.4メートル（奥壁）、高さ約1.5メートル
- 前室：長さ約2.1メートル、幅約1.1メートル、高さ約1.5メートル
- 羨道：長さ現存約3.6メートル、幅約0.9メートル

石室のうち羨道部は大きく破壊されている。石室の石材は、玄室・前室では大型の石を使用するが、羨道部では小ぶりの石である。玄室・前室の床面に厚い骨粉が認められており、玄室・前室とも複数の遺体が埋葬されていたと見られる。

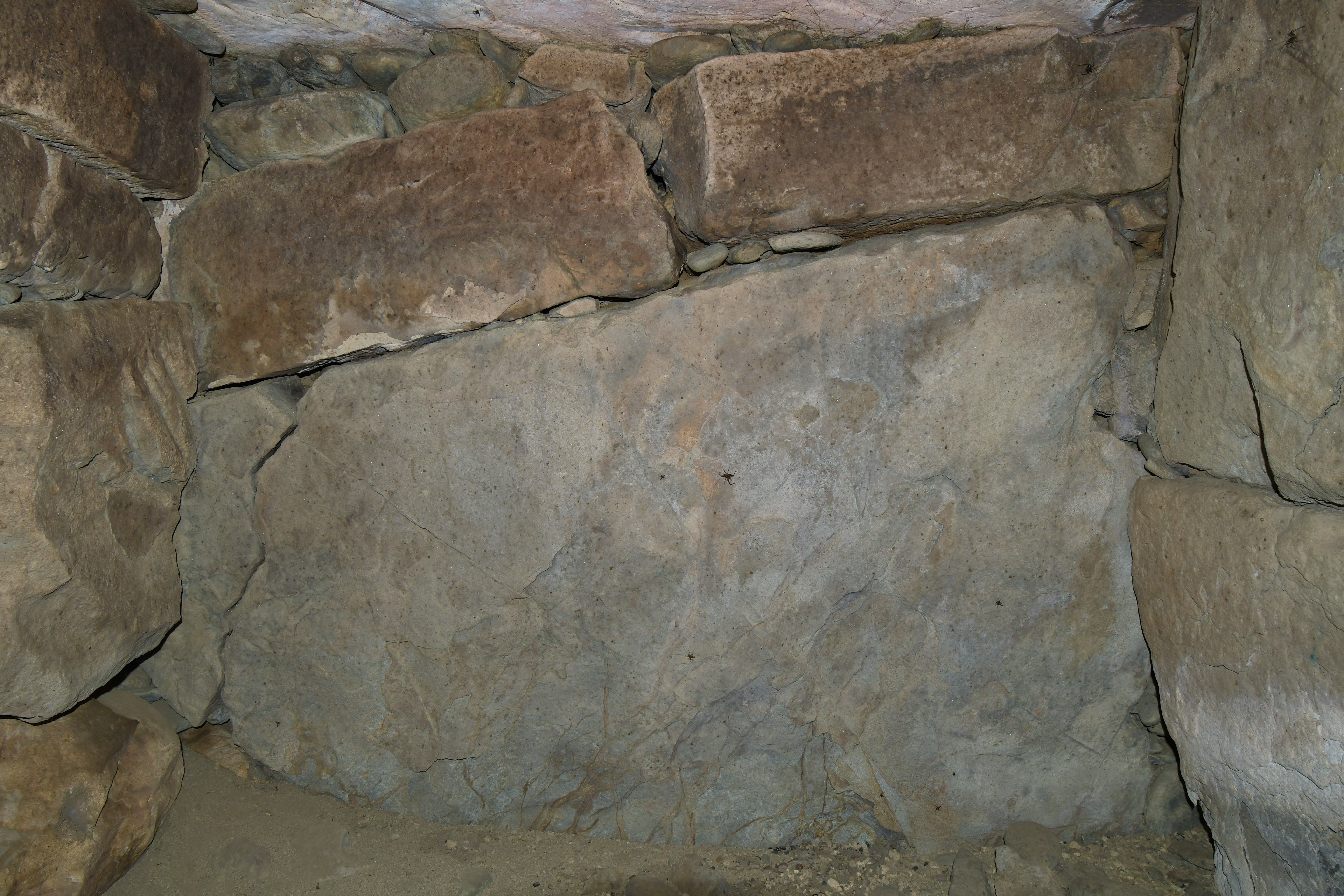
玄室西壁
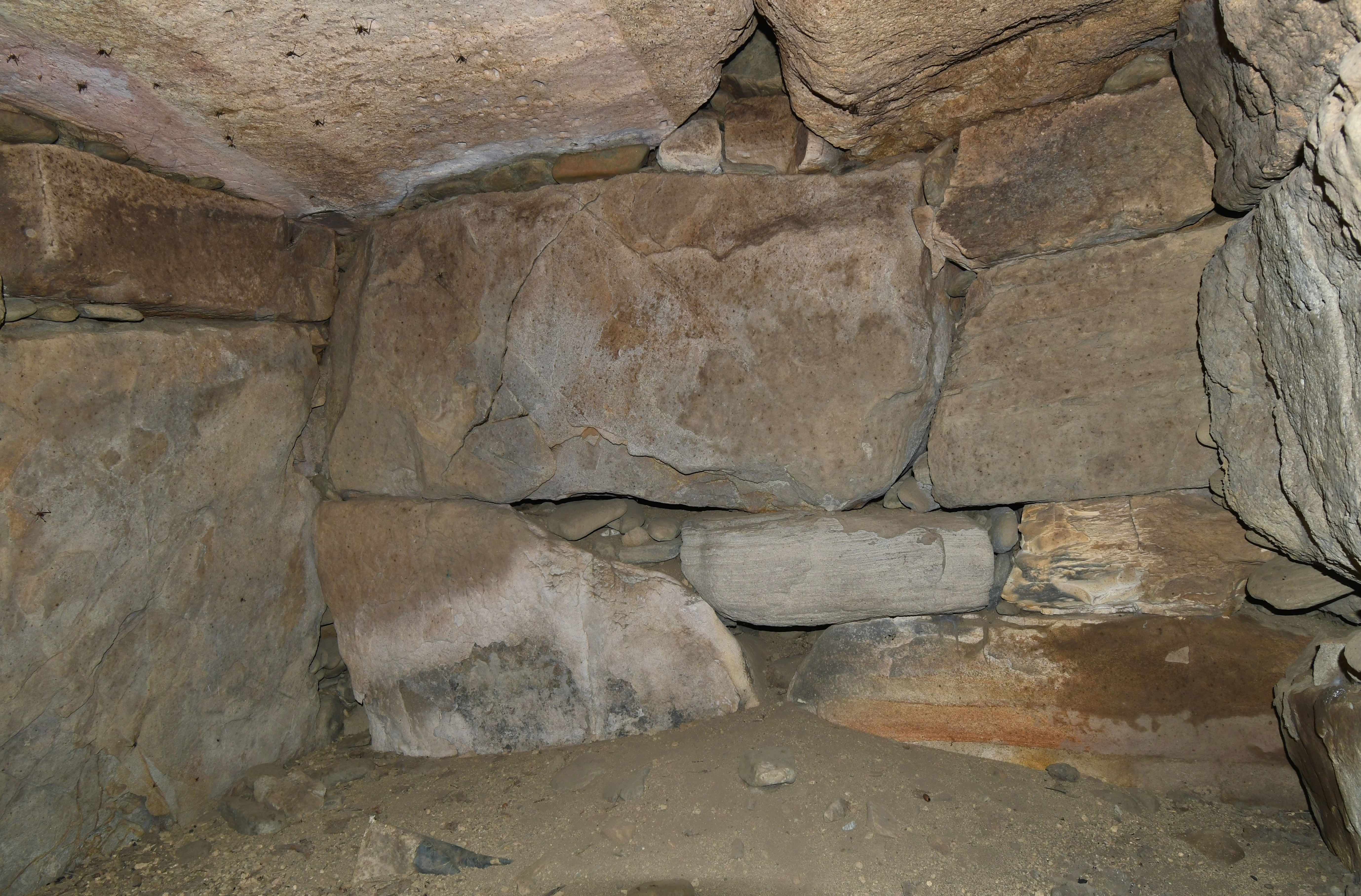
玄室北壁
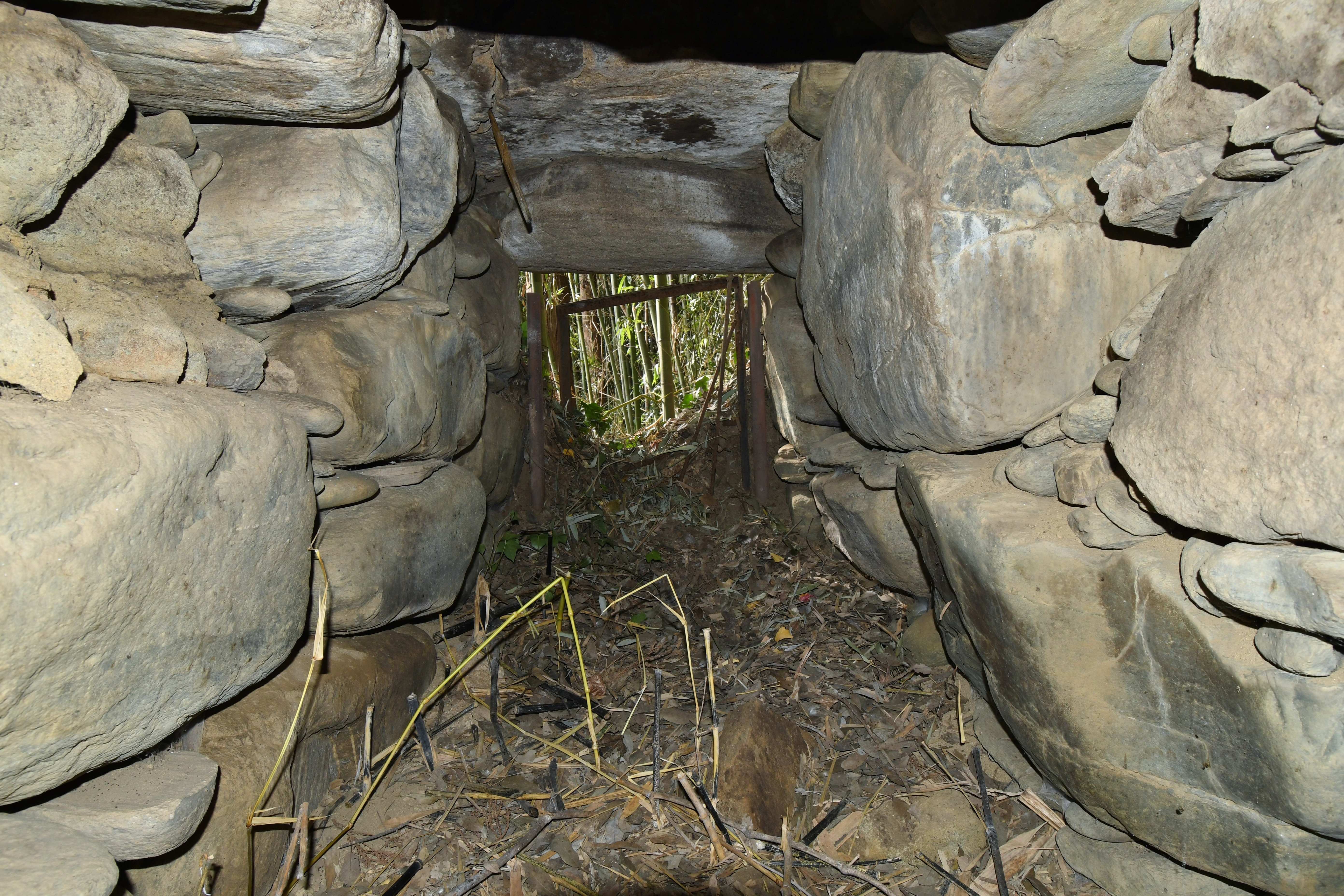
前室（開口部方向）
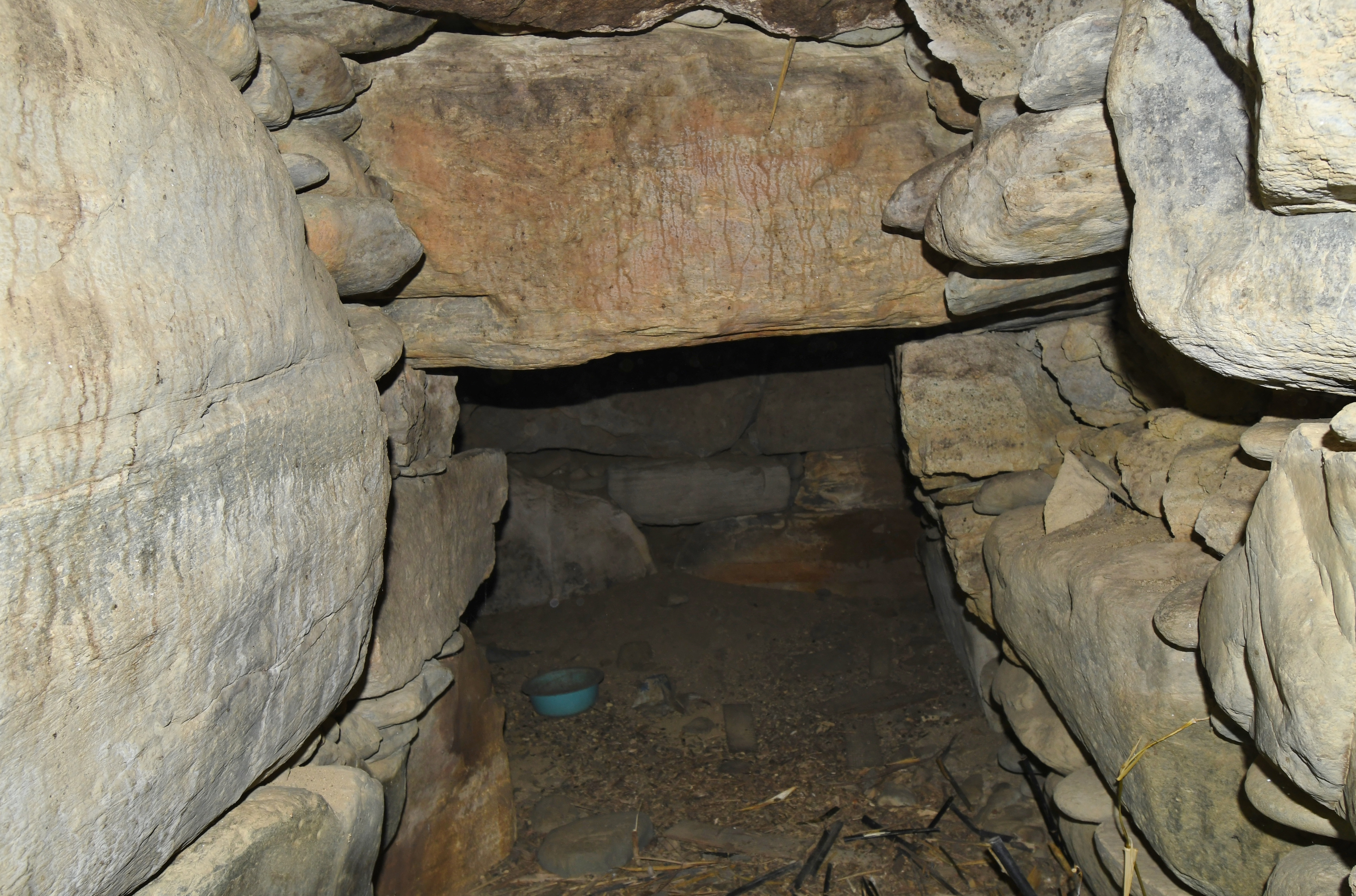
前室（玄室方向）
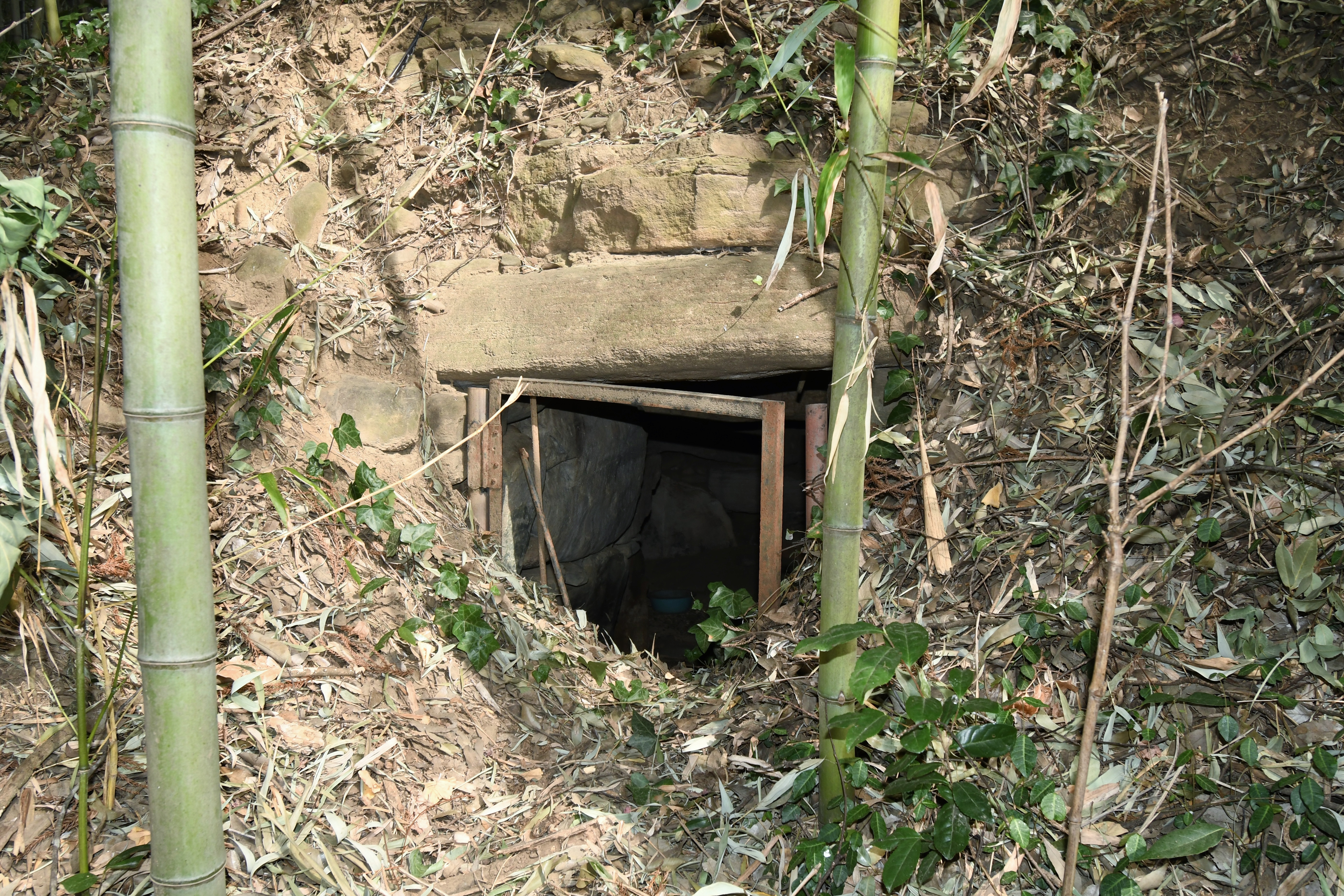
開口部

## 文化財

### 甘楽町指定文化財
- 史跡
  - 金比羅山古墳 - 1991年（平成3年）1月28日指定[2]。